# Narrema
Un narrema és la unitat mínima d'un text narratiu, definit per analogia a un fonema o altres unitats mínimes d'anàlisi de la llengua. El concepte va ser introduït per Eugene Dorfman i es refereix a un conjunt de frases que actuen amb un sentit global i conformen una part de l'acció o estructura del text, segons la descomposició de la narratologia. El narrema actua com a nucli de tot el text, ja que projecta des d'ells la resta d'esdeveniments, personatges i ambientacions de la història. El terme va ser popularitzat per Henri Wittmann.